# Encore: Live and Direct
Encore: Live and Direct è un album dal vivo del gruppo musicale tedesco Scooter, pubblicato nel 2002.

## Tracce
1. Posse (I Need You On The Floor) – 5:03
2. We Bring The Noise – 3:59
3. R U ☺? – 5:25
4. Aiii Shot The DJ – 3:27
5. Faster Harder Scooter – 3:56
6. I'm Raving – 4:04
7. Call Me Mañana – 4:20
8. Fuck The Millennium – 4:09
9. Am Fenster – 6:01
10. Eyes Without A Face – 3:44
11. No Fate – 4:12
12. How Much Is The Fish? – 6:52
13. The Logical Song – 4:45
14. The Age Of Love – 3:06
15. Fire – 3:14
16. Endless Summer – 3:23
17. Hyper Hyper – 2:37
18. Nessaja – 3:28 (Special Bonus Track - studio version)